# The Hunt for the BTK Killer
Pour plus de détails, voir Fiche technique et Distribution.
The Hunt for the BTK Killer est un téléfilm américain réalisé par Stephen T. Kay, diffusé en 2005.

## Synopsis
L'histoire vraie de Dennis Rader, tueur en série américain reconnu coupable d'une dizaine de meurtres perpétrés entre 1974 et 1991.

## Fiche technique
- Titre : The Hunt for the BTK Killer
- Réalisation : Stephen T. Kay
- Scénario : Tom Towler et Donald Martin, d'après le livre Nightmare in Wichita: The Hunt for the BTK Killer, de Robert Beattie
- Production : Richard Fischoff, Randy Sutter, Diana Kerew, Robert M. Sertner, Judith Verno et Frank von Zerneck
- Sociétés de production : Diana Kerew Productions, Sony Pictures Television et Von Zerneck Sertner Films
- Musique : Tree Adams
- Photographie : Bobby Bukowski
- Montage : Mark Stevens
- Décors : Dan Yarhi
- Costumes : Jeanie Kimber
- Pays d'origine : États-Unis
- Format : Couleurs - 1,77:1 - Dolby Digital - 35 mm
- Genre : Biographie, policier
- Durée : 82 minutes
- Date de diffusion : 9 octobre 2005 (États-Unis, sur CBS)

## Distribution
- Joey Campbell : John
- Maury Chaykin : Robert Beattie
- Andrew Church : Kevin Bright
- Robert Forster : le détective Jason Magida
- Michael Fox : l'officier Rodriguez
- Ross Fox : le détective Franklin
- Gregg Henry : Dennis Rader
- Steven Holmberg : Lewis Googin
- Kristin Langille : Kathryn Bright
- Michael Michele : le détective Baines
- McKenzi Scott : Karen O'Brien
- Janaya Stephens : la mère avec son bébé
- Jeremy Strong : l'officier O'Leary
- Mike Turner : le détective Reece
- Cecil Wright : le juge Gregory Waller
- Loretta Yu : Debbie

## Autour du film
- Le tournage s'est déroulé à Halifax, au Canada.
- BTK, pour Bind, Torture and Kill (ligoter, torturer puis tuer) était le surnom que s'était lui-même donné Dennis Rader.